# Rhinolithodes
Rhinolithodes is een geslacht van kreeftachtigen uit de klasse van de Malacostraca (hogere kreeftachtigen).

## Soort
- Rhinolithodes wosnessenskii Brandt, 1848